# Federico Illanes
Federico Arturo Illanes (San Martín, Argentina, 29 de junio de 1994) es un futbolista argentino. Juega como centrocampista y su equipo actual es Alianza Atlético de la Liga 1 del Perú.

## Trayectoria

### San Martín de Mendoza
Perteneció a la cantera de Lanús y Godoy Cruz pero no tuvo la oportunidad de debutar, por lo que se marchó de manera libre al Atlético Club San Martín donde lograría debutar profesionalmente en 2016.

### Independiente de Neuquén
En 2017 llega se marcha cedido al Club Atlético Independiente (Neuquén). Se convirtió en el primer refuerzo del conjunto albirrojo por pedido de Diego Landeiro, entrenador del equipo hasta ese momento.

### Juventud Unida Universitario
En 2018 ficha por el Club Atlético Juventud Unida Universitario como reemplazo de Lucas Argüello, quién se lesionó el pasado 12 de noviembre de 2017 cuando sufrió la rotura de ligamento y menisco de la rodilla derecha.

### Tiburones Rojos de Veracruz
El 16 de julio de 2019 se oficializa a su incorporación a los Tiburones Rojos de Veracruz. Esto fue histórico para el Club Atlético Juventud Unida Universitario, su club de procedencia, ya que se convirtió en la segunda venta en toda la existencia de dicho club. La primera venta del C. A. J. U. U. fue la de Matías Alejandro Quiroga al Audax Club Sportivo Italiano de Chile.
Debuta el Viernes 23 de agosto de 2019 en el partido Veracruz (1) vs. Atl. San Luis (2) de la jornada 6 del Torneo Apertura 2019 sustituyendo a Leobardo López García.
El 4 de diciembre de 2019 el Club Deportivo Tiburones Rojos de Veracruz fue desafiliado por unanimidad de la FEMEXFUT, después de problemas económicos entre los que se presentaban adeudos con jugadores y equipos. Álvaro Ortiz, presidente de la Asociación Mexicana de Futbolistas, emitió que los jugadores pertenecientes a los planteles tanto del primer equipo, en el que se encontraba Federico Illanes, como de categorías inferiores y del sector femenil fueron liberados, por lo que podían negociar con quien ellos creyeran más conveniente en base a sus intereses.

### Cafetaleros de Chiapas
El día 19 de diciembre de 2019 los Cafetaleros de Chiapas confirma, mediante sus redes sociales, la llegada de Federico Illanes como refuerzo para el Clausura 2020 del Ascenso MX.

### Rangers de Talca
El 27 de febrero del 2021, mediante redes sociales, Rangers confirma la llegada de Illanes para la temporada 2021, llegando al club en calidad de préstamo con opción de compra. En dicho club se convierte en uno de los refuerzos mejor evaluados por los hinchas debido a su buen juego, cabeza fría y liderazgo, al poco tiempo de su llegada alcanzaría la titularidad y, posteriormente, la capitanía del equipo. Se destacó por su gran juego durante la temporada, especialmente en un partido entre Rangers y Coquimbo Unido por jugar gran parte del encuentro mientras sufría de una luxación en el hombro. Quedando aproximadamente tres semanas fuera de las canchas.
El 14 de diciembre del 2021, Rangers confirma la contratación de Illanes por otros cuatro años al recurrir a la opción de compra en el contrato con Deportivo Maipú.
Para la temporada 2024 sería cedido a préstamo a Alianza Atlético Sullana, teniendo una buena temporada en lo individual destacando en varios partidos. Su contrato sería renovado por todo el 2025 al rescindir el contrato que tenía con Deportes Rangers.

## Clubes
ref.
| Club                                | País      | Año       |
| ----------------------------------- | --------- | --------- |
| San Martín de Mendoza               | Argentina | 2016-2018 |
| → Independiente de Neuquén (cedido) | Argentina | 2017-2018 |
| Juventud Unida Universitario        | Argentina | 2018-2019 |
| Tiburones Rojos de Veracruz         | México    | 2019      |
| Cafetaleros de Chiapas              | México    | 2020      |
| Deportivo Maipú                     | Argentina | 2020-2021 |
| → Rangers (cedido)                  | Chile     | 2021      |
| Rangers                             | Chile     | 2022      |
| → Alianza Atlético (cedido)         | Perú      | 2024      |
| Alianza Atlético                    | Perú      | 2025-Act. |